# Tachek
Die Tachek ist eine Fähre der kanadischen Reederei BC Ferries.

## Geschichte
Das Schiff wurde unter der Baunummer 164 auf der Werft Allied Shipbuilders in North Vancouver für das British Columbia Ministry of Transportation and Highways gebaut. Die Fertigstellung erfolgte im März 1969. Die Fähre ist ein Schwesterschiff der Quadra Queen II mit geringfügig abweichenden Abmessungen. Die beiden Schiffe sind der T-Klasse der Reederei BC Ferries zugeordnet.
Die Fähre kam als Texada Queen in Fahrt und wurde zunächst zwischen Powell River und Blubber Bay auf Texada Island, nach der das Schiffe benannt war, eingesetzt.
1977 wurde die Fähre umgebaut und bekam neue Antriebsmotoren. In dem Zusammenhang wurde sie auch umbenannt. Neuer Name des Schiffes wurde Tachek.
1979 übernahm die North Island Princess die Strecke zwischen Powell River und Blubber Bay. Die Tachek wurde nun auf unterschiedlichen Strecken eingesetzt, darunter zwischen Port McNeill auf Vancouver Island, Sointula auf Malcolm Island und Alert Bay auf Cormorant Island.
1985 übernahm BC Ferries das Schiff vom British Columbia Ministry of Transportation and Highways. Auch BC Ferries setzte das Schiff auf verschiedenen Strecken ein, darunter zwischen Swartz Bay und Lyall Harbour auf Saturna Island, Swartz Bay und Fulford Harbour auf Saltspring Island, Crofton und Vesuvius auf Saltspring Island, Hornby Island und Denman Island und Heriot Bay auf Quadra Island und Whaletown auf Cortes Island, aber auch wieder auf der Strecke zwischen Port McNeill, Sointula und Albert Bay und als Ersatzschiff zwischen Powell River und Blubber Bay bzw. zur Ergänzung zwischen Tsawwassen und den südlichen Gulf Islands.
Im Jahr 2001 wurde die Fähre auf der Werft Point Hope Maritime in Victoria modernisiert und die Antriebsanlage überholt. Von Dezember 2012 bis Oktober 2013 wurde sie erneut modernisiert, um noch bis 2029 genutzt werden zu können. Zuvor war die Außerdienststellung des Schiffes für das Geschäftsjahr 2015 vorgesehen. Die Arbeiten wurden in der Werkstatt von BC Ferries in Richmond und auf der Werft Point Hope Maritime durchgeführt.

## Technische Daten
Das Schiff wird von zwei Mitsubishi-Dieselmotoren (Typ: S12R) angetrieben, die bei der Modernisierung des Schiffes im Jahr 2013 eingebaut wurden. Sie ersetzten die zuvor verbauten Caterpillar-Dieselmotoren (Typ: D398). Die Motoren wirken über Getriebe auf zwei Festpropeller. Für die Stromversorgung stehen zwei von den Hauptmotoren angetriebene Wellengeneratoren sowie zwei John-Deere-Dieselgeneratoren und ein weiterer John-Deere-Dieselgenerator als Notgenerator zur Verfügung. Zusätzlich stehen seit 2013 Lithium-Eisenphosphat-Akkumulatoren mit 200 kWh zur Versorgung von Verbrauchern zur Verfügung, wenn die Energieerzeugung über die Generatoren nicht ausreicht.
Die Antriebsmotoren sind mit einem System zur Wärmerückgewinnung ausgestattet, so dass die Abwärme der Motoren für die Bereitstellung von Warmwasser und die Heizung der Fähre genutzt werden kann.
Während der Modernisierung der Fähre 2013 wurde auch ein Bugstrahlruder eingebaut, der von einem Elektromotor mit 100 kW Leistung angetrieben wird. Außerdem wurde die Fähre mit einem Wulstbug versehen.
Die Fähre verfügt über ein durchlaufendes Fahrzeugdeck mit vier Fahrspuren, das im mittleren Bereich von den Decksaufbauten überbaut ist. Die Durchfahrtshöhe beträgt rund 4,5 Meter. Die Fähre kann 26 Pkw befördern und ist für insgesamt 150 Personen zugelassen.